# エリック・マルテル
エリック・マルテル（Eric Martel、2002年4月29日 - ）は、ドイツ・シュトラウビング出身のサッカー選手。1.FCケルン所属。ポジションはMF。

## クラブ経歴
2010年にRSVイットリングでサッカーを初め、2017-18シーズン開幕前にSSVヤーン・レーゲンスブルクからRBライプツィヒの下部組織へと移籍した。2020-21シーズン開幕前にはクラブと自身初のプロ契約を交わし、同シーズン中の12月22日、DFBポカールのFCアウクスブルク戦にて、試合終了間際の途中交代でトップチームデビューを果たした。
2021年1月15日、プロとしての経験を積むため、オーストリアのFKアウストリア・ウィーンへ1シーズン半のレンタル移籍を決めた。デビュー戦で累積警告2枚による退場とほろ苦いデビューとなったものの、戦線復帰後はレギュラーに定着し、1シーズン半で公式戦56試合に出場した。
2022年6月24日、ライプツィヒではなく1.FCケルンで新シーズンを送ることとなり、ケルンと4年契約を結んだ。

## 代表経歴
2020年9月3日、U-19ポーランド代表との親善試合で世代別代表デビューを果たすと、以降は定期的に世代別代表に招集されている。